# Ramón Lluis Bande
Ramón Lluís Bande (Gijón, 1972) es un escritor y cineasta asturiano.

## Trayectoria

### Escritor
Bande escribe poesía, teatro y narrativa; es autor de varios libros en asturiano: Verdá o consecuencia, De la vida de les piedres, Habitaciones vacíes, Un viaxe distintu o La muerte de los árboles, entre otros. Fue director del periódico en asturianu Les Noticies hasta el año 2006.

### Músico
Junto con el músico Nacho Vegas,  Ramón Lluís Bande grabó dos discos: Diariu y Diariu dos. 

### Director de cine
Entre su larga filmografía destacan los largometrajes de no ficción El fulgor, El paisano. Un retratu colectivu, Equí y n'otru tiempu, El nome de los árboles, Vida vaquera.
Entre los mediometrajes más destacados están L´aire les castañes, Estratexa, De la Fuente o Divina lluz. También dirigió películas musicales para bandas y músicos como Manta Ray, Nacho Vegas, Mus, Viva Las Vegas, Aroah o Electra. Dirigió la serie documental "Camín de cantares" y el magazine cultural "Pieces" en la Televisión del Principado de Asturias (TPA).
En 2014 codirigió con Elisa Cepedal Llar un drama sobre el hogar como espacio no sólo físico sino también como espacio figurado y anímico.

## Discografía
- Diariu, en colaboración con el músico Nacho Vegas (Astro, 1998)
- Diariu dos, en colaboración también con Nacho Vegas (Acuarela, 1999)

## Filmografía
- Clip Caer, rodar (1997) para el disco Diariu dos
- Malu (1999) cortometraje en 16 mm
- Clip Rita (2000) para el disco Esperanza, de Manta Ray
- L´aire les castañes (2000) Mediometraje producido por la productora de programas del Principado por el Centro Territorial de TVE en Asturias
- Clip Seronda (2001) para el disco Actos inexplicables, de Nacho Vegas
- Clip Autómata (2002) para el disco Viva Las Vegas de Viva Las Vegas
- Clip Por teléfono (2002) para el disco Electra de Electra
- Clip Al debalu (2002) para el disco El Naval de Mus
- Clip Myriam, la primera (2002) para el disco No podemos ser amigos de Irene Tremblay (Aroah)
- El fulgor (2002) largometraje documental
- Estratexa (2003) mediometraje documental
- Divina lluz (2003) largometraje
- De la Fuente (2004) mediometraje documental
- Paniceiros (2005) adaptación del poema de Xuan Bello para el Centro Territorial de TVE en Asturias
- Clip Cometí un error (2005) para el disco 2 de Viva Las Vegas
- El paisano. Un retratu colectivu (2005) Largometraje documental
- De la vida de les piedres (2006) Adaptación del diálogo De la vida de les piedres para la TPA
- Sangre (2010)
- Equí y n'otru tiempu [Aquí y en otro tiempo] (2014), Largometraje documental
- El nome de los árboles [El nombre de los árboles] (2015), Largometraje documental
- Vida vaquera (2016)
- Cantares de una revolución (2018)
- Hotel Asturies (2019
- Vaca mugiendo entre ruinas, (2020)
- Retaguardia, (2024)[4]